# Witold Rzymowski
Witold Eugeniusz Rzymowski (ur. 11 lutego 1947 w Lublinie, zm. 20 maja 2025) – polski matematyk, profesor nauk matematycznych, nauczyciel akademicki. 

## Życiorys
Pochodził z Zemborzyc Kościelnych (obecnie dzielnica Lublina). Ukończył Technikum Pszczelarskie w Pszczelej Woli i matematykę na Wydziale Matematyki, Fizyki i Chemii UMCS (1970). Stopień doktora habilitowanego nauk matematycznych uzyskał w 1976 na tymże wydziale za pracę pt: Wpływ opóźnień na istnienie i jednoznaczność rozwiązań różniczkowych w przestrzeni Banacha (promotor - Kazimierz Goebel) Na tym samym wydziale w 1985 uzyskał stopień doktora habilitowanego nauk matematycznych w oparciu o pracę pt: Metoda konstrukcji strategii ucieczki dla gier różniczkowych z wieloma goniącymi. Tytuł profesora nauk matematycznych uzyskał w 2005.
Po skończeniu studiów został stażystą, a później asystentem w Zakładzie Równań Różniczkowych na Wydziale Matematyki, Fizyki i Chemii UMCS. Z UMCS był związany do 2005, kiedy to przeniósł się na Politechnikę Lubelską. Do 2013 pracował w Katedrze Metod Ilościowych na Wydziale Zarządzania Politechniki Lubelskiej, a następnie w Katedrze Matematyki Stosowanej na Wydziale Podstaw Techniki Politechniki Lubelskiej. Był też zatrudniony na KUL, Olympus Szkoła Wyższa im. Romualda Kudlińskiego z siedzibą w Warszawie oraz Wyższej Szkole Humanistyczno-Przyrodnicznej - Studium Generale Sandomiriense w Sandomierzu.
Odbył staże na Uniwersytecie Gdańskim (1973), Uniwersytecie Iwana Franki i w Instytucie Cybernetyki w Kijowie (1978-1979) oraz na Uniwersytecie w Berkeley i Tucson (1982).

## Odznaczenia
- Złoty Krzyż Zasługi (1993)[8]
- Złoty Medal za Długoletnią Służbę (2013)[9]